# Yagua

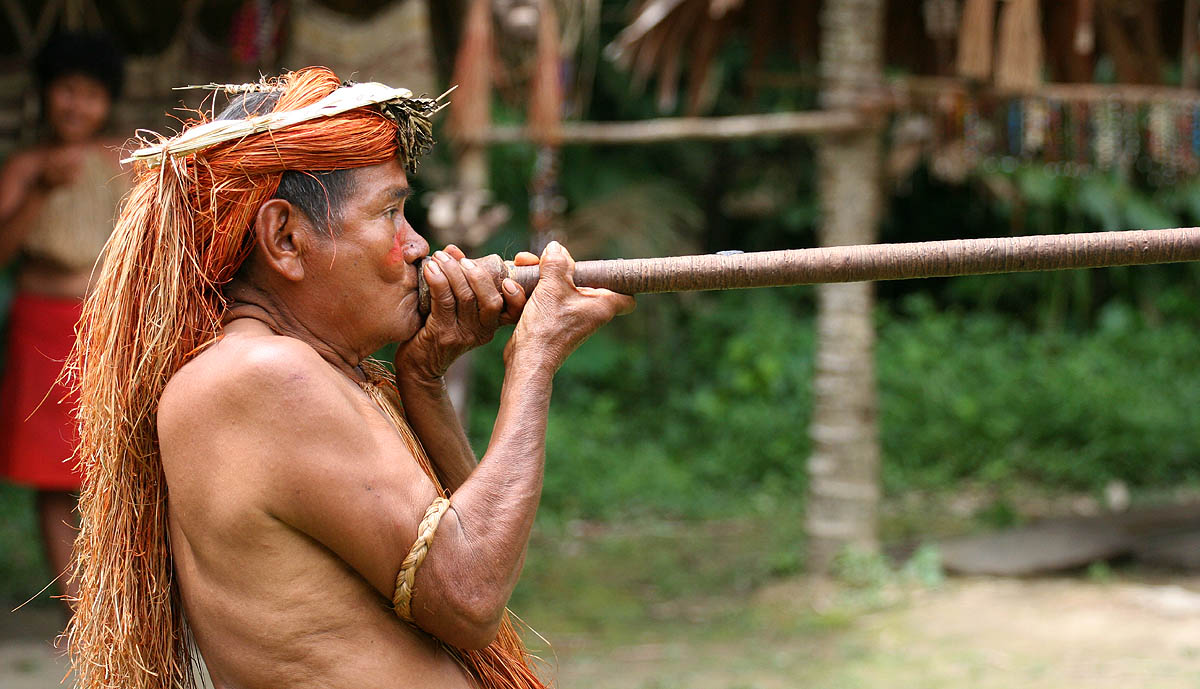
Demonstracja zastosowania dmuchawki w pobliżu Iquitos

Yagua – grupa etniczna zamieszkująca północno-wschodni region Loreto w Peru i południowo-wschodni region Amazonas w Kolumbii. Posługują się językiem yagua, lecz wychodzi on powoli z użycia. Ich liczebność szacuje się na około 6 tysięcy osób.
Podczas gorączki kauczukowej, między 1880 i 1914 rokiem, Yagua byli zmuszani do pracy w zbieraniu kauczuku na warunkach niewolniczych. 
W 1933, w związku z konfliktem granicznym peruwiańsko-kolumbijskim, wojsko peruwiańskie stacjonowało w dystrykcie Pebas, zarażając Yagua odrą. Skutkiem tej zarazy wyginęła jedna trzecia część Yagua.